# Zabujjea, Kameanka-Buzka
Zabujjea (în ucraineană Забужжя) este un sat în orașul raional Kameanka-Buzka din regiunea Liov, Ucraina.

## Demografie
Componența lingvistică a localității Zabujjea
     Ucraineană (98,6%)
     Rusă (1,16%)
     Alte limbi (0,16%)
Conform recensământului din 2001, majoritatea populației localității Zabujjea era vorbitoare de ucraineană (98,6%), existând în minoritate și vorbitori de rusă (1,16%).